# Mistrzostwa Świata w Lotach Narciarskich 2026
Ten artykuł dotyczy przyszłego wydarzenia sportowego. Informacje w nim zawarte zmienią się w przyszłości.
Mistrzostwa Świata w Lotach Narciarskich 2026 – 29. edycja mistrzostw świata w lotach narciarskich, które odbędą się w dniach 23-25 stycznia 2026 roku na Heini-Klopfer-Skiflugschanze w niemieckim Oberstdorfie.
Będą to siódme w historii zawody tej rangi rozgrywane w tej miejscowości. Poprzednie przeprowadzono w 1973, 1981, 1988, 1998, 2008 i 2018 roku.
Decyzję o wyborze Oberstdorfu na gospodarza Mistrzostw Świata w Lotach Narciarskich 2026 ogłoszono 25 maja 2022 na Kongresie FIS w Mediolanie. Niemcy byli jedynym kandydatem do organizacji tych zawodów.